# Gammarus abstrusus
Gammarus abstrusus is een vlokreeftensoort uit de familie van de Gammaridae. De wetenschappelijke naam van de soort is voor het eerst geldig gepubliceerd in 2006 door Hou, Platvoet & Li. De naam abstrusus ofwel verborgen verwijst naar het biotoop waar deze vlokreeft in is aangetroffen: diepe donkere grotten.
Het gebied waar G. abstrusus is aangetroffen is gelegen tussen de oostelijk randen van het Tibetaans Hoogland en het laagland van Sichuan in China. Bij een wetenschappelijke expeditie in 2004 werd in drie grotten G. abstrusus  aangetroffen: de Longmendong Caves, de Longdongzi Cave en de Caokoudong Cave. Deze grotten zijn gevormd in conglomeraat gesteente. De Longmendong Cave is met een lengte van 13,2 km de langste conglomeraat grot van China. De Qingyijiang Rivier, een zijtak van de Dadu rivier stroomt door dit trechtervormig gebied.
G abstrusus wordt ongeveer 10,5 (vrouw) tot 14,5 mm (man) groot. Ogen ontbreken bij deze soort.
In China zijn met G. abstrusus nu 8 grotbewonende Gammarus soorten bekend Gammarus aoculus, Gammarus lichuanensis, Gammarus glabratus, Gammarus platvoeti, Gammarus translucidus en Gammarus comosus. Kleine, geografische begrensde grotpopulaties als van deze grotbewoners staan onder druk als gevolg van menselijke activiteiten als grondwateronttrekking, vervuiling en eutrofiëring.